# Szilveszter Csollány
Szilveszter Csollány (Sopron, 13 april 1970 - Boedapest, 24 januari 2022) was een Hongaars turner. 
Csollány haalde tijdens de Olympische Zomerspelen 1992 de toestelfinales op sprong en aan de ringen.
Tijdens de Olympische Zomerspelen 1996 won Csollány de zilveren medaille aan de ringen achter de Italiaan Jury Chechi.
Tijdens Csollány zijn derde olympische optreden in 2000 won hij de gouden medaille aan zijn favoriete toestel de ringen.
In 2002 werd Csollány in eigen land na vijf zilveren medailles tijdens de wereldkampioenschappen eindelijk wereldkampioen aan de ringen.
Szilveszter Csollány raakte begin december besmet met COVID-19. Na een langdurige ziekenhuisopname overleed hij op 24 januari 2022 op 51-jarige leeftijd.

## Resultaten

### Olympische Zomerspelen
| Jaar | Plaats    | Resultaten                                                               |
| ---- | --------- | ------------------------------------------------------------------------ |
| 1992 | Barcelona | 6e aan de ringen 7e op sprong 9e in de meerkamp 9e in de landenwedstrijd |
| 1996 | Atlanta   | aan de ringen                                                            |
| 2000 | Sydney    | aan de ringen                                                            |

### Wereldkampioenschappen turnen
| Jaar | Plaats   | Resultaten    |
| ---- | -------- | ------------- |
| 1992 | Parijs   | aan de ringen |
| 1996 | San Juan | aan de ringen |
| 1997 | Lausanne | aan de ringen |
| 1999 | Tianjin  | aan de ringen |
| 2001 | Gent     | aan de ringen |
| 2002 | Debrecen | aan de ringen |

1896: Ioannis Mitropoulos ·
1904: Herman Glass ·
1924: Francesco Martino ·
1928: Leon Štukelj ·
1932: George Gulack ·
1936: Alois Hudec ·
1948: Karl Frei ·
1952: Grant Sjaginjan ·
1956: Albert Azarjan ·
1960: Albert Azarjan ·
1964: Takuji Hayata ·
1968: Akinori Nakayama ·
1972: Akinori Nakayama ·
1976: Nikolaj Andrianov ·
1980: Aleksandr Ditjatin ·
1984: Koji Gushiken, Li Ning ·
1988: Holger Behrendt, Dmitri Bilozertsjev ·
1992: Vitali Tsjerbo ·
1996: Jury Chechi ·
2000: Szilveszter Csollány ·
2004: Dimosthenis Tampakos ·
2008: Chen Yibing · 
2012: Arthur Zanetti · 
2016: Eleftherios Petrounias · 
2020: Liu Yang · 
2024: Liu Yang